# میوه‌خور

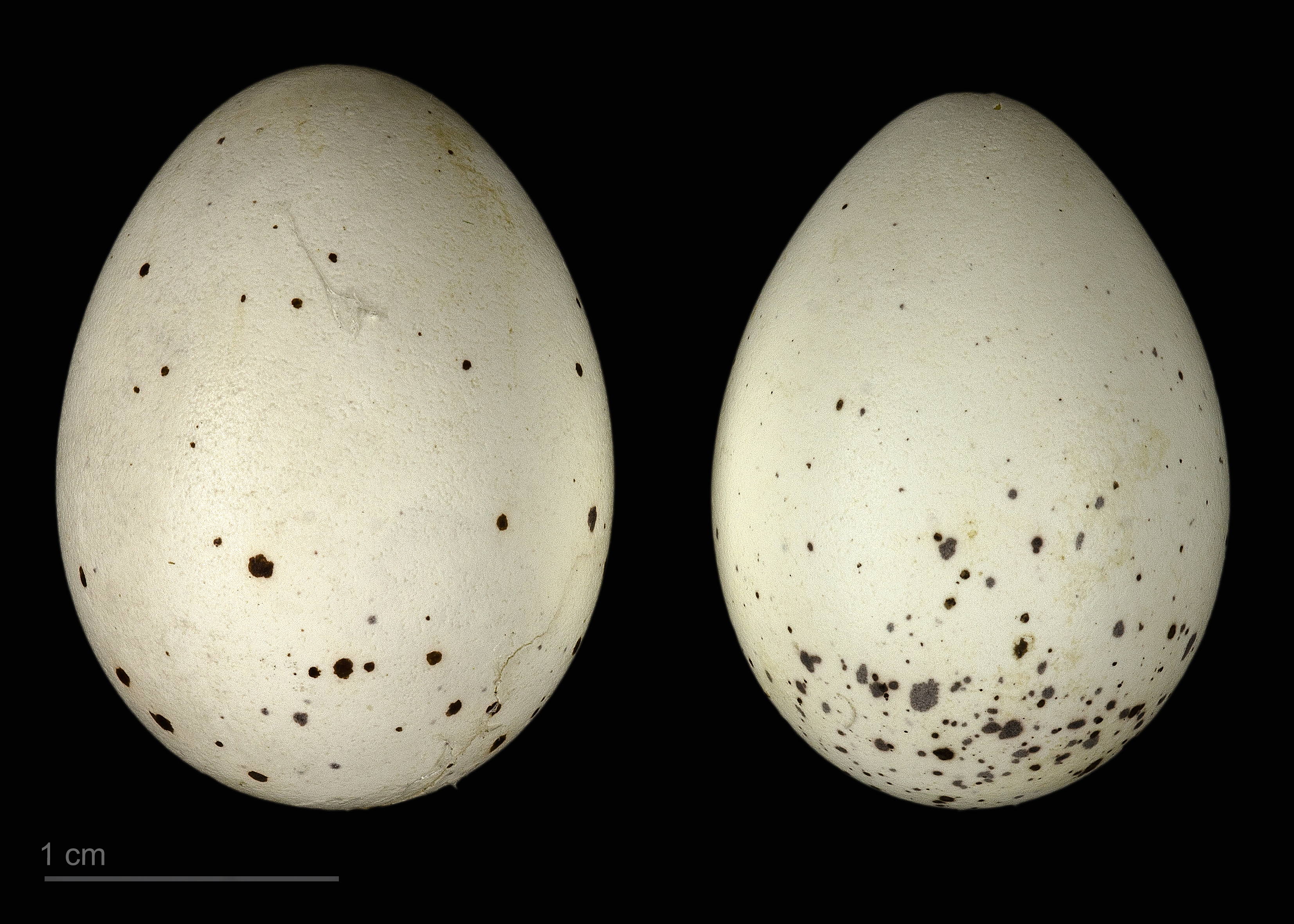
Hypocolius ampelinus

میوه‌خور یا میوه‌خور خاکستری (نام علمی: Hypocolius ampelinus) گونه‌ای از پرندگان کوچک شاخه‌نشین است که دمی بلند داشته و عمدتاً از میوهها تغذیه می‌کند. این پرنده تنها عضو سردهٔ میوه‌خور بوده و در خانوادهٔ میوه‌خوریان قرار می‌گیرد. میوه‌خور در مناطق خشک و نیمه بیابانی شمال آفریقا، شبه جزیره عربستان، ایران، افغانستان، پاکستان و غرب هندوستان یافت می‌شود. این پرندگان به صورت گروهی پرواز کرده و در زمستان به مناطق گرم جنوبی مهاجرت می‌نمایند.

## مشخصات ظاهری و رفتار

میوه‌خور نر

میوه‌خور پرنده‌ای است کوچک به طول ۱۹ تا ۲۳ سانتی‌متر که دمی بلند و نوکی ضخیم، کوتاه و قلاب مانند دارد. رنگ پرندگان نر خاکستری متمایل به خاکی بوده و پرهای اطراف چشمانشان همچون نقابی سیاه و مثلثی شکل می‌باشد. شاهپرهای اولیه آنها سیاهرنگ با نوک سفید بوده و نواری سیاهرنگ در انتهای دمشان دارند. میوه‌خور ماده رنگش قهوه‌ای‌تر بوده و فاقد سیاهی اطراف چشم می‌باشد.
این پرندگان خجالتی و ترسو می‌باشند و در صورت احساس خطر خود را کاملاً پنهان نموده و تا برطرف شدن عامل آن بی‌حرکت باقی می‌ماند.

## پراکندگی و زیستگاه
میوه‌خور در نواحی جنگلی و خارستان‌ها و مناطق خشک و کم آب، بویژه درهٔ رودخانه‌های نزدیک بیابان‌ها و همچنین در مناطق زیر کشت همچون باغ‌ها و نخلستان‌ها زندگی می‌کند. این پرنده در منطقهٔ خاورمیانه در نواحی‌ای از ایران، عراق، افغانستان، پاکستان و ترکمنستان به تولید مثل می‌پردازد و زمستان را اغلب در نزدیکی دریای سرخ و سواحل خلیج فارس در شبه جزیره عربستان از جمله بحرین سپری می‌نماید. همچنین ممکن است گهگاه در ترکیه، اسرائیل، مصر و عمان نیز دیده شود. این پرنده در کوچ زمستانیش در نواحی آسیایی در غرب هندوستان در منطقهٔ کاچ یافت می‌شود و پرندگان سرگردان تا جنوبی‌ترین نواحی هندوستان همچون کیهیم و بمبئی نیز دیده شده‌اند.

## تولیدمثل و تغذیه
فصل تولید مثل این پرنده در شبه جزیرهٔ عربستان ماه خرداد یا تیر است. هر دو پرندهٔ نر و ماده به کمک یکدیگر اقدام به ساختن لانهٔ فنجانی‌شکلشان می‌نمایند. این لانه که اغلب در ارتفاع ۳ تا ۵ پایی درختان خرما و بر روی برگ‌های این درختان ساخته می‌شود کاملاً گود بوده و با کرک‌های نرم پوشانده شده‌است. پس از جفتگیری و لانه سازی، پرندهٔ ماده ۴ تخم می‌گذارد که پس از ۱۴ تا ۱۵ روز تبدیل به جوجه می‌شوند.
میوه‌خور در بین شاخ و برگ درختان یا خوشه‌های خرما به جستجو می‌پردازد و به ندرت بر روی زمین می‌آید. باوجودی‌که ممکن است از حشرات نیز تغذیه نماید اما میوه‌جاتی از قبیل توت، انجیر و خرما، خوراک اصلی این پرنده را تشکیل می‌دهند. در شرایط اسارت از نان نیز تغذیه می‌نماید.